# South Whitley
South Whitley est une municipalité américaine située dans le comté de Whitley en Indiana.
Lors du recensement de 2010, sa population est de 1 751 habitants. La municipalité s'étend sur 0,91 mille carré (2,36 km2).
Joseph Parrett fonde la ville en 1837 sur les rives de l'Eel River (en),. Il y ouvre un bureau de poste du nom de Whitley et nomme la ville Springfield. Le bureau de poste prend le nom de South Whitley en 1842. Le chemin de fer atteint la ville en 1871. Son quartier historique est inscrit au Registre national des lieux historiques.